# Triplophysa microphysa
Triplophysa microphysa är en fiskart som först beskrevs av Fang, 1935.  Triplophysa microphysa ingår i släktet Triplophysa och familjen grönlingsfiskar. Inga underarter finns listade i Catalogue of Life.